# 1819 ve fotografii
Tento článek obsahuje významné fotografické události v roce 1819.

## Události
- John Herschel zveřejnil proceduru na výrobu sirnatanu sodného (1839 jej použil Daguerre pro ustálení, rozpouštěl jím chlorid stříbrný).
- Byla objevena schopnost thiosíranu sodného rozpouštět chlorid stříbrný.

## Narození v roce 1819
- 5. ledna – Alfred Barker, novozélandský lékař a fotograf († 20. března 1873)
- 20. března – Roger Fenton, britský válečný fotograf († 8. srpna 1869)
- 28. března – André-Adolphe-Eugène Disdéri, francouzský portrétní fotograf († 4. října 1889)
- 15. dubna – Aimé Laussedat, francouzský důstojník, kartograf a fotograf († 18. března 1907)
- 5. července – Carl Christian Wischmann, norský fotograf († 8. května 1894)
- 17. srpna – Sergej Lvovič Levickij, ruský portrétní fotograf a vynálezce († 22. června 1898)
- 30. srpna – Louis Alphons Poitevin, francouzský fotograf a vynálezce († 4. března 1882)
- 22. září – Thomas Sutton, anglický fotograf, spisovatel a vynálezce († 19. března 1875)
- 6. října – Marcus Selmer, norský fotograf († 18. ledna 1900)
- 19. listopadu – Auguste Vacquerie, francouzský novinář, spisovatel a fotograf († 19. února 1895)
- 23. prosince – George N. Barnard, americký fotograf († 4. února 1902)
- ? – Pietro Boyesen, dánský fotograf († 26. června 1882)
- ? – Benito Panunzi, argentinský fotograf († ?)
- ? – Alphonse Plumier, belgický průkopník fotografie († ?)